# Poświętne (Basse-Silésie)
Pour les articles homonymes, voir Poświętne.
Poświętne est une localité polonaise de la gmina d'Osiecznica, située dans le powiat de Bolesławiec en voïvodie de Basse-Silésie.